# Seliger von Wolhusen

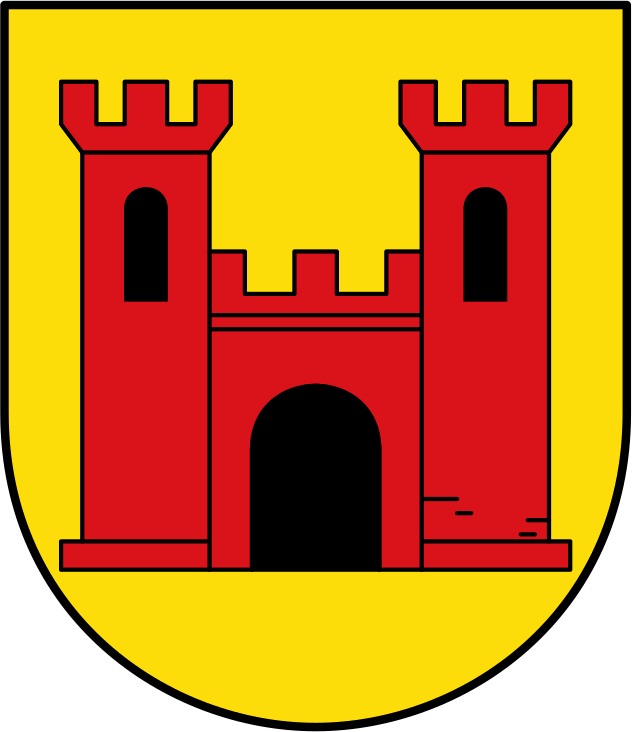
Wappen von Wolhusen

Seliger von Wolhusen (OSB) (* 11. Jahrhundert; † 23. März 1099) war von 1070 bis 1090 der 8. Abt des Klosters Einsiedeln.

## Leben
Es wird berichtet, dass es sich bei Seliger von Wolhusen um einen Ritter handelte, der vor seinem Eintritt ins Kloster dem Einsiedler Gotteshaus die Kirche zu Ettiswil und andere Güter schenkte.
Nach seiner Abtswahl erhielt Abt Seliger durch Heinrich IV. die Bestätigung der Freiheiten des Gotteshauses. In dieser Urkunde ist zum ersten Mal der deutsche Name Einsiedeln zu finden.
Abt Seliger trat 1090 aufgrund einer Krankheit freiwillig von seinem Amt zurück und starb neun Jahre später.